# Michel Pech
Pour les articles homonymes, voir Pech (homonymie).
Michel Pech, né le 4 juin 1946 à Montrouge (Seine) et mort le 20 septembre 2012 à Narbonne (Aude), est un footballeur français.

## Biographie
Michel Pech commence sa carrière au Racing Club de Joinville où il joue une saison en D2 avant de passer quelques mois à l'USM Malakoff.
Arrivé à la fin des années 1960 au FC Nantes, il devient l'un des cadres du club et participe à plus de 250 matchs avec les Canaris.
Il décèdera en septembre 2012 des suites d'un cancer. Les obsèques ont eu lieu le 22 septembre à Sigean.

## Carrière de joueur
- 1956-1964 :  SM Montrouge
- 1964-1966 :  USM Malakoff
- 1966-1975 :  FC Nantes
  - →1966-1967 :  RC Joinville
- 1975-1977 :  Olympique Avignon
- 1977-1978 :  AC Arles[4]

## Palmarès
- International amateur, militaire et B
- Champion de France en 1973
- Vice-champion de France en 1974
- Finaliste de la Coupe de France en 1970 et 1973.